# ゲーリック体育協会
ゲーリック体育協会（ゲーリックたいいくきょうかい、アイルランド語: Cumann Lúthchleas Gael [ˈkʊmˠən̪ˠ ˈl̪ˠuːˌçlʲasˠ ˈɡeːlˠ] 国内略称：CLG、英語: Gaelic Athletic Association 国際略称：GAA）は、ゲーリック・ゲームズと呼ばれる伝統的なアイルランドのアマチュア競技と余暇の統括と普及を目的とした団体である。本部はアイルランド共和国のダブリン市内クローク・パークにある。
ゲーリックゲームには、ゲーリックフットボール、ハーリング、カモギ、ゲーリックハンドボール、ラウンダーズなどがある。この協会（GAA）はまた、アイリッシュミュージック、アイリッシュダンス、アイルランド語の普及にも取り組み、「グリーンクラブ」制度を介して環境保護の取り組みにも携わる。

## 概要
GAAの会員は約80万人で（2014年時点は全世界に50万人超）、人口500万人ほどのアイルランド島で最大の組織として、また北アイルランドにもカトリック系住民を中心に多くの会員を抱えている。年間総収入は9610万ユーロと発表された（2022年時点）。
ゲーリック・ゲームズの試合日程は、ゲーリック体育協会の統括部門である競技管理委員会（CCC＝Competitions Control Committee）が統率し、GAAカウンティ単位（英語版）もしくはプロヴィンス協議会（英語版）まで目を配る。
当協会が普及を促す競技の中で最も盛んな種目はゲーリックフットボールとハーリングであり、アイルランドで観客動員数が最も多く、前者は北アイルランドでは同じく動員数第2位である。女子スポーツである女子ゲーリックフットボール（ウィキデータ）とカモギはそれぞれ主催団体があり、女子ゲーリックフットボール協会とアイルランド・カモギ協会は連携も緊密である。ハンドボール競技はGAAハンドボール協会（英語版）の傘下で、ラウンダーズにはGAAラウンダーズ全国カウンシルがある（英: GAA Rounders National Council、愛: Comhairle Cluiche Corr na hÉireann）。
GAAはクレア県出身のマイケル・キューザックによって1884年に設立された。アイルランドのスポーツ界にも文化活動（英語版）にも大きな影響力を及ぼし、その範囲は国内の地域社会にもアイルランド系移民が暮らす国や地域にわたる。

## 沿革

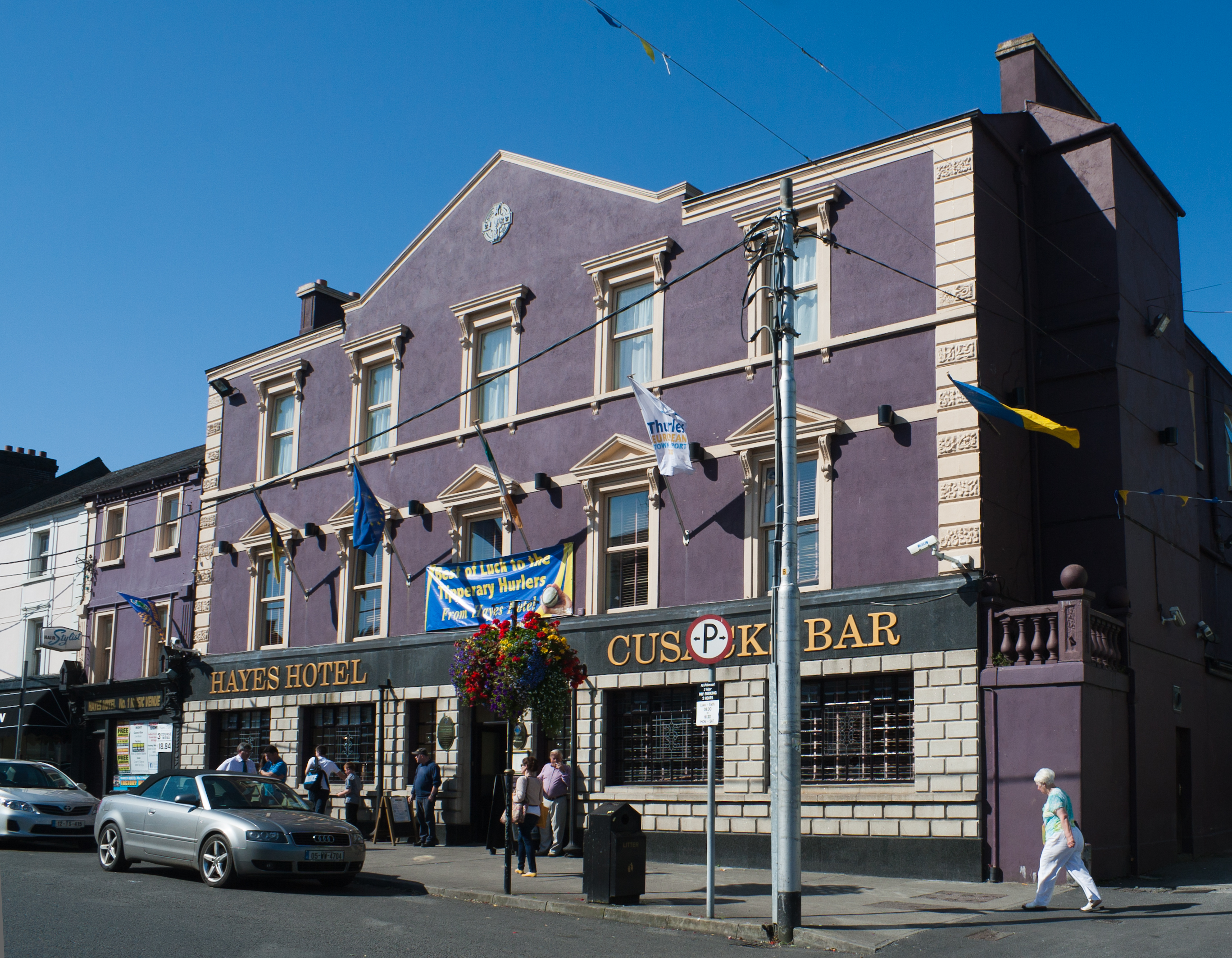

## 文化活動
アイルランド文化の振興において、当協会は長い歴史を築いてきた。またアイルランドの文化活動を促進するため、協会のScór部門（アイルランド語で「楽譜」）を通じて、音楽や歌、ダンスや物語のコンテストを開いている。

GAAの公式ガイドの規則第4項に、次のように記してある。
The Association shall actively support the Irish language, traditional Irish dancing, music, song, and other aspects of Irish culture. It shall foster an awareness and love of the national ideals in the people of Ireland, and assist in promoting a community spirit through its clubs.（当協会はアイルランド語ならびにアイルランド文化の側面を積極的に支援し、アイルランドの伝統的なダンスや音楽、歌その他を対象とする。またアイルランド国民の国家理念に対する認識と愛を育み、クラブを介して地域社会の精神の促進を支援するものである。）
このグループの正式な設立は1969年、アイルランド全土のさまざまな協会クラブ（およびアイルランド国外のいくつかのクラブ）を介して普及してきた。

## グラウンド

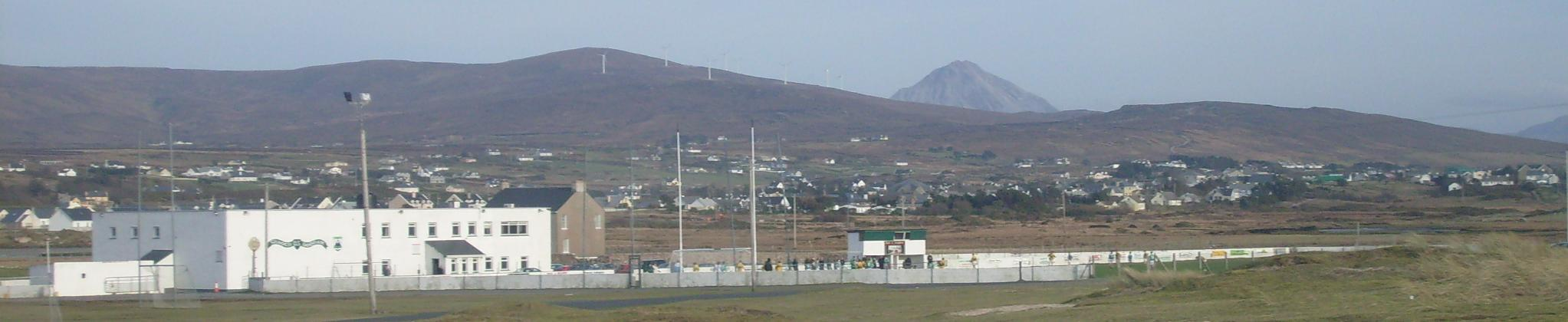
アラス・マケッタガンのクラブハウス（ドネガル県Gweedore）。国内のどの地方でも見かける、典型的なクラブハウスとよく似ている。

この協会が所有するスタジアムは国内外に多数ある。アイルランド全県とほぼすべてのクラブがグラウンドを備えていてホームゲームを開き、収容人数や設備はそれぞれに異なる。
GAA の階層構造（英語版）はグラウンドの使用にも適用され、クラブ選手権（英語版）の前半戦は各クラブが自前のグラウンドで試合し、後半戦では準々決勝以降決勝まで、通常、県のグラウンドつまり県対抗戦（英語版）の会場もしくは県委員会が拠点を置くグラウンドで催される。
例年、県対抗戦の決勝は同じ会場を使用するが、例外もあり、たとえばアルスター（Ulster GAA）は2004年と2005年、クローク・パークに会場を変更した。アルスター・サッカー決勝戦（英語版）の観客数がこれまで使ってきたモナハン県クローンズ（Clones, County Monaghan）のセント・ティアナック・パーク（英語版）の収容人数を大幅に上回ると見込まれたせいである。

### クローク・パーク

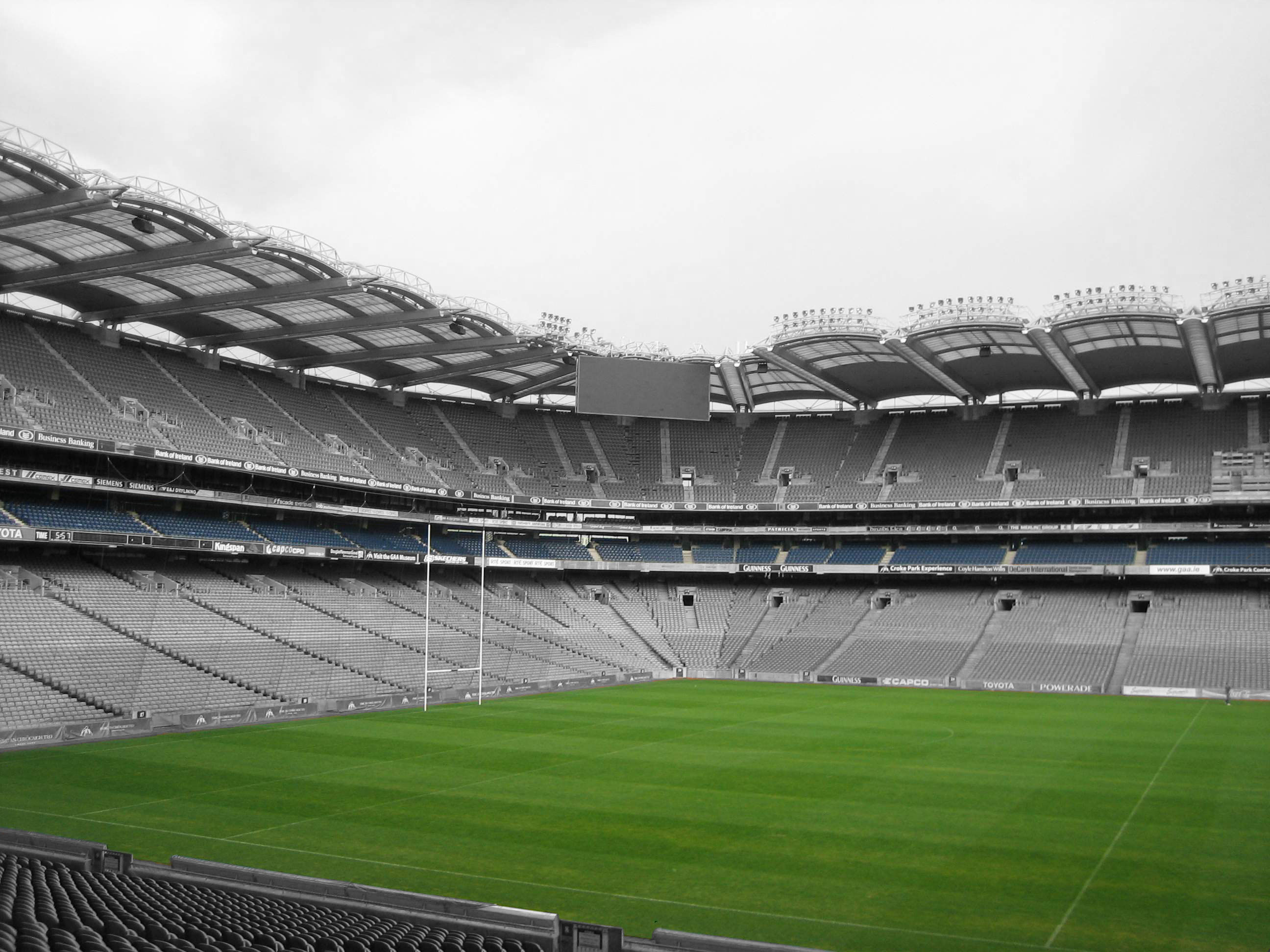
クローク・パーク（英語版）競技場（ダブリン）。ピッチはゲーリック・フットボール、ハーリング、カモギに使い、これまでにサッカーやラグビーの試合も催した。収容人数は8万2300人、ヨーロッパで3番目の規模（英語版）。

当協会傘下の競技場の旗艦であるクローク・パーク競技場は、同時に協会が本部を置いており、通称「クローカー」または「本部」と呼ばれる。大規模な改修工事が1990年代から21世紀初頭にわたって行われ、収容人数は8万2300人と、その規模はヨーロッパの競技場トップ5にランク入りしている。この競技場では例年、夏季選手権のハーリングおよびフットボールのフィナーレとして、9月に全アイルランド県対抗決勝戦を開く。クラブ・フットボールおよびハーリングの全アイルランド決勝戦も会場はここである。協会の1884年設立時、そのパトロンを委嘱したトーマス・クローク大司教（̺英: Archbishop Thomas Croke）に献名した。
旧来のクローク・パーク・ハンドボール・センターは1970年代に建設され、国立ハンドボール・センター（National Handball Centre）はそちらから当競技場のキャンパスに本拠地を移し、ゲーリック・ハンドボールの全アイルランド決勝戦の開催地となる予定で、2021年末には国の新型コロナウイルス対策に従った（同年12月17日発表、指定期間は同月20日から翌2022年1月30日）。

### その他のグラウンド
協会傘下のグラウンドのうち、5万人規模のものはいずれもムーンスターにあり、それぞれセンプル競技場（収容人数5万3000人：ティペラリー県サールズ、センプル・スタジアム（英語版）、ゲーリック・グラウンド（同5万人：リメリック英語版））、ポールク・イー・ヒーヴ（同4万5000人：コーク県[[:en:Páirc Uí Chaoimh|アイルランド語: Páirc Uí Chaoimh]]）である。
その他、以下は2万5000人超を収容できる規模の競技場である。
- キルケニー：フィッツジェラルド・スタジアム（4万3180人英語版）
- コナクト県カスルバー：マクヘイル・パークは県下最大の競技場で国内最北（4万2000人英語版）
- モナハン県クローンズ（英語版）：アルスター県のサッカー・シニア選手権のアルスター戦決勝（英語版）はほぼ毎回、ここで戦う（3万6000人英語版）
- キャバン県キャバン・タウン：キングスパン・ブレフニ・パークは2013年の国際ルールのサッカー競技会シリーズ（英語版）の会場（3万2000人（英語版））
- ベルファスト：ケースメント・パーク（3万2600人（英語版））
- キルケニー：ノウラン・パーク（2万7800人（英語版））
- リーシュ県ポートリーシュ：オムア・パーク（2万7000人（英語版））
- ティロン県オマー：ヒーリー・パーク（2万6500人（英語版））
- ゴールウェイ：ピアース・スタジアムは国際ルールのサッカー競技会シリーズの会場（2万6197人（英語版））

- ポールク・イー・ヒーヴ競技場 FitzGeraldStadium.jpg

ナイル・カニンガムはサッカー選手として元ファーマナ県（]英語版）の代表で、アイルランド全域のサッカー・グラウンド]を調べて周ると GAA 規格の1,748箇所の配置図を2016年に個人ウェブサイトに発表した（gaapitchlocator.net）。最多はコーク県の171箇所だという。